# Beinn Bhàn (Islay)
Beinn Bhàn ist der dritthöchste Berg auf der schottischen Hebrideninsel Islay. Die 471 m hohe Erhebung befindet sich im Südosten der Insel etwa sieben Kilometer südwestlich des Kaps McArthur’s Head und neun Kilometer nordnordöstlich des Fährhafens Port Ellen und ostsüdöstlich der Inselhauptstadt Bowmore. Im Umkreis von sieben Kilometern befinden sich mit Beinn na Caillich, Sgorr nam Faoileann, Glas Bheinn, Beinn Bheigeir und Beinn Uraraidh fünf weitere Berge.
Beinn Bhàn liegt in einem dünnbesiedelten Teil der Insel, weshalb auch keine Straßen zu dem Berg führen. Es sind jedoch Wanderrouten zu dem Berg beschrieben, die auch die umliegenden Gipfel miteinschließen. An den Hängen des Berges befindet sich ein Stehender Stein, der als Treffpunkt für Jagden genutzt wird. Der Stein 1,73 m hohe Stein ist an der Basis 1,83 m, am oberen Ende noch 1,02 m breit.